# Шрайвер, Пэм
Памела Ховард (Пэм) Шрайвер-Лезенби (англ. Pamela Howard "Pam" Shriver Lazenby; род/ 4 июля 1962 года в Балтиморе, штат Мериленд, США) — американская теннисистка. Многократная победительница турниров Большого шлема в паре и в миксте. Олимпийская чемпионка 1988 года в женском парном разряде (вместе с Зиной Гаррисон). Бывшая первая ракетка мира в паре. Обладательница Большого шлема в парных соревнованиях 1984 года (вместе с Мартиной Навратиловой).
Пэм Шрайвер была универсальной теннисисткой, со стабильной сильной и точной подачей и отличной игрой у сетки. Преимуществом Шрайвер был высокий рост и хорошее передвижение по корту. Самой слабой стороной в игре спортсменки был удар слева.

## Спортивная карьера
В 16 лет в 1978 году ярко заявила о себе, выйдя в финал US Open (в полуфинале турнира обыграна М. Навратилова 7:6, 7:6); однако в финале уступила Крис Эверт со счётом 5:7,4:6. Это оказался единственный одиночный финал турнира Большого Шлема в карьере Шрайвер. В общей сложности спортсменка девять раз играла в полуфиналах турниров Большого Шлема (на US Open в 1978, 1982, 1983 годах; в Австралии в 1981-83 годах, на Уимблдоне в 1981, 1987, 1988 годах), выиграла 21 турнир WTA-тура. Входит в десятку лучших игроков 80-х годов. Её высшее место в рейтинге — третье.
Последним большим успехом Шрайвер в одиночных соревнованиях был выход в полуфинал Уимблдона 1988 года. В четвертьфинале Шрайвер обыграла Эверт, а в полуфинале уступила сильнейшей теннисистке тех лет Штеффи Граф.
Знаменательным стало выступление Пэм Шрайвер на итоговом чемпионате мира в Нью-Йорке в 1988 году. В полуфинале она сенсационно обыгрывает Штеффи Граф, которая побила все рекорды в этом сезоне и была вне конкуренции. Однако, в финале уступила Габриэле Сабатини.
Наибольшего успеха американка добивается в парных соревнованиях. Вместе с Мартиной Навратиловой она выиграла 20 турниров Большого Шлема (Открытый чемпионат Австралии в 1982-1985, 1987-1989 годах, Ролан Гаррос в 1984-1988 годах, Уимблдон в 1981-1984 и в 1986 годах, US Open в 1983-1984,1986-1987 годах). В 1984 году завоёван Большой шлем в паре с Навратиловой. С апреля 1983 года по июль 1985 года пара Шрайвер — Навратилова провела рекордную беспроигрышную серию из 109 матчей подряд.
В конце 1980-х годов Шрайвер, уже заработавшая больше четырёх миллионов долларов призовыми, а благодаря дружелюбному характеру и красноречию не обделённая и спонсорскими контрактами, начала задумываться об окончании карьеры. С этого времени она всё чаще подчёркивала в своих разговорах и выступлениях, что на «больше, чем просто теннисистка». В итоге друзья стали называть её «Пэм Нетеннисистка Шрайвер» (англ. Pam "Not a Tennis Player" Shriver). В 1989 году она впервые с 1980 года не сумела закончить сезон в первой десятке рейтинга в одиночном разряде. Тем не менее в 1991 году вместе с советской спортсменкой Натальей Зверевой Пэм выиграла US Open.
Олимпийская чемпионка 1988 года в Сеуле в паре с Зиной Гаррисон. В миксте с Эмилио Санчесом выиграла Открытый чемпионат Франции в 1987 году. Двукратная обладательница Кубка Федерации в составе сборной США. В 1986 году завоевала этот титул в паре с Навратиловой, а в 1989 году в паре с Гаррисон.
В общей сложности выиграла 106 парных турниров (78 побед в паре с Навратиловой). Это третий показатель в истории после Навратиловой и Розмари Казалс.
В 1994 году завершила выступления и работает как комментатор радиовещательных компаний США и Великобритании.